# Chitoniscus
Chitoniscus is een geslacht van Phasmatodea uit de familie Phylliidae. De wetenschappelijke naam van dit geslacht is voor het eerst geldig gepubliceerd in 1875 door Carl Stål.

## Soorten
Het geslacht Chitoniscus omvat de volgende soorten:
- Chitoniscus brachysoma (Sharp, 1898)
- Chitoniscus erosus Redtenbacher, 1906
- Chitoniscus feejeeanus (Westwood, 1864)
- Chitoniscus lobipes Redtenbacher, 1906
- Chitoniscus lobiventris (Blanchard, 1853)
- Chitoniscus sarrameaensis Groesser, 2008